# Klemmebrev
Klemmebreve kaldes en række kongelige åbne breve, som Christian 3. udstedte 9. maj 1555 angående forbedringer i præsternes løn i rigets forskellige stifter — 
| „ | efterdi Vi tit og ofte ere komne udi Forfaring af Superintendenterne for Stifterne over alt Vort Rige Danmark, sammeledes af Sognepræsternes store Klagemål, hvorledes at en Part af Sognepræsterne på Landsbyerne, tilligeste udi Vore Kjøbstæder, ikke findes at skulle have så megen Præsterente til årlige Indkomme, at de deraf kunne have deres nødtørftige Underholdning. | “ |

Forbedringerne søgtes navnlig hidførte ved at tillægge præsteembederne kronens part af tienden eller ved at henlægge jord under dem. I flere tilfælde befaledes det også, at en sognekirke skulle nedlægges (»ødelægges«) og sognefolket søge til en anden kirke, eller at kirker, der hidtil havde haft deres egen sognepræst, skulle være anneks til andre kirker. — klemmebreve udstedtes med kongens egenhændige underskrift og besegledes med det store kongelig sigil eller, som det kaldtes, Rigens Klemme.